# David Hellebuyck
David Hellebuyck (* 12. Mai 1979 in Nantua) ist ein ehemaliger französischer Fußballspieler.

## Karriere

### Vereine
Hellebuyck begann seine Profikarriere im Sommer 1998 bei Olympique Lyon. Zuvor war er bereits seit 1995 in der Jugendabteilung Lyons. Richtig durchsetzen konnte er sich bei den Ostfranzosen nicht. Zur Winterpause der Saison 1999/00 wechselte er deshalb zu EA Guingamp in die Ligue 2. Am Ende der Saison wurde der Verein erstklassig. Doch bereits nach nur einem halben Jahr entschied sich Hellybuyck für einen erneuten Wechsel und ging zur neuen Saison in die Schweiz zu Lausanne-Sports. Obwohl Stammspieler, blieb er auch dort nicht lange und wechselte ein Jahr später wieder nach Frankreich, wo er sich dem AS Saint-Étienne anschloss. Der ASSE blieb er fünf Jahre lang treu. Mit ihr konnte er 2003/04 den Aufstieg von der Ligue 2 in die höchste französische Spielklasse feiern. Zur Saison 2006/07 kam es zu einem Spielertausch zwischen Saint-Étienne und Paris Saint-Germain. Hellebuyck unterzeichnete einen Vertrag beim Pariser Hauptstadtklub und im Gegenzug wechselte Christophe Landrin zu den Stéphanois. Im Sommer 2007 wechselte er zum Ligakonkurrenten OGC Nizza, für den er auflief, bis er im Sommer 2012 seine Laufbahn beendete.

### Nationalmannschaft
Hellebuyck war U-18-Nationalspieler Frankreichs. Bei der U-18-Fußball-Europameisterschaft 1997 in Island war er nominiert und erreichte mit seiner Mannschaft das Finale. Dort wurde Portugal durch ein Golden Goal mit 1:0 besiegt.